# Казатеново
Казатеново (італ. Casatenovo) — муніципалітет в Італії, у регіоні Ломбардія, провінція Лекко.
Казатеново розташоване на відстані близько 500 км на північний захід від Рима, 28 км на північ від Мілана, 19 км на південь від Лекко.
Населення — 12 931 особа (2014).
Щорічний фестиваль відбувається 23 квітня. Покровитель — святий Юрій.

## Демографія
Населення за роками:

Станом на 1 січня 2023 року в муніципалітеті офіційно проживало 747 іноземців з 59 країн, серед них 183 громадяни країн Євросоюзу та 36 громадян України.

## Сусідні муніципалітети
- Безана-ін-Бріанца
- Кампарада
- Корреццана
- Лезмо
- Ломанья
- Міссалья
- Монтічелло-Бріанца
- Узмате-Велате